# Cladonia megaphylla
Cladonia megaphylla är en lavart som beskrevs av Ahti & Marcelli. Cladonia megaphylla ingår i släktet Cladonia och familjen Cladoniaceae.   Inga underarter finns listade i Catalogue of Life.